# Muscat Club
Der Muscat Club (arabisch نادي مسقط, DMG Nādī Masqaṭ) ist ein omanischer Sportklub mit Sitz im Großraum Maskat innerhalb des gleichnamigen Gouvernements. Am ehesten ist der Klub durch seine Fußball-Mannschaft bekannt, jedoch besitzt der Klub auch Abteilungen für Hockey, Volleyball, Handball, Basketball, Badminton und Squash.

## Geschichte
Der Klub hat seine Ursprünge im Klub mit dem Namen Rowi, welcher bereits 1977/78 und 2002/03 mit seiner Fußball-Mannschaft in der Saison die Meisterschaft sowie auch 2002/03 den Oman Cup, sowie den Supercup der Saison 2003/04 gewann. Während der Meister-Saison 2003/04 fusionierte der Klub mit dem ebenfalls in Maskat unterklassig spielenden Klub Bustan zum nun neuen Muscat Club. Das Startrecht von Rowi wurde übertragen, womit man in der ersten Liga startete.
In der Debüt-Saison verpasste man die Meisterschaft, da man durch den Einsatz von nicht spielberechtigter Akteure zwei Punkte abgezogen bekam und hatte mit 45 Punkten um einen Punkt Das Nachsehen gegenüber al-Nasr. In der Folgesaison wurde man Dritter in der Meisterschaft und gewann erneut den Superpokal. Nun nahm man erstmals an der GCC Champions League der Saison 2005 teil und platzierte sich in dem im Ligasystem ausgetragenen Turnier mit neun Punkten auf dem dritten Platz. Am Ende der Spielzeit 2005/06 gelang mit 45 Punkten erstmals nach der Fusion der Gewinn der nationalen Meisterschaft. Das GCC wurde in Vorrunden und einer K.-o.-Phase ausgespielt, wo die Mannschaft mit nur einem Punkte auf den letzten Platz seiner Gruppe kam. Nachdem man auch in der Liga ins Mittelfeld abrutschte, nahm man 2007 letztmals am GCC teil und verpasste mit drei Punkten und Platz drei erneut die K.-o.-Phase.
Nach ein paar Spielzeiten, in welchen man sich zeitweise in Abstiegsgefahr befand, erspielte Muscat 2008/09 mit 37 Punkten Platz zwei. al-Nahda gewann mit 8 Punkten Vorsprung den Meistertitel. In der Saison 2010/11 landete das Team mit 26 Punkten auf dem zehnten Platz. Die Relegation mit Hin- und Rückspiel gegen Fanja SC endete mit dem ersten Abstieg des Vereins.
In den nächsten Jahren in der zweitklassigen First Division spielte das Team im oberen Mittelfeld nicht um den Aufstieg. 2014/15 gewann man hier mit 52 Punkten die Meisterschaft und kehrte in die erste Liga zurück. Dort hielt man 30 Punkten die Klasse. Bis heute spielt der Klub in der ersten Liga und konnte sich im unteren Mittelfeld festsetzen.

## Erfolge
- Oman Professional League: 1977/78, 2002/03, 2005/06
- Oman First Division League: 2014/15

Oman Cup: 2003
- Omani Super Cup: 2004, 2005

## Stadion
Seine Heimspiele trägt der Verein im Sultan-Qabus-Sportzentrum sowie im Royal Oman Police Stadium in Bawschar aus. Beim Sultan-Qabus-Sportzentrum handelt es sich um ein Mehrzweckstadion, das eine Kapazität für 39.000 Zuschauer hat. Das Royal Oman Police Stadium ist ebenfalls ein Mehrzweckstadion für 12.000 Zuschauer.

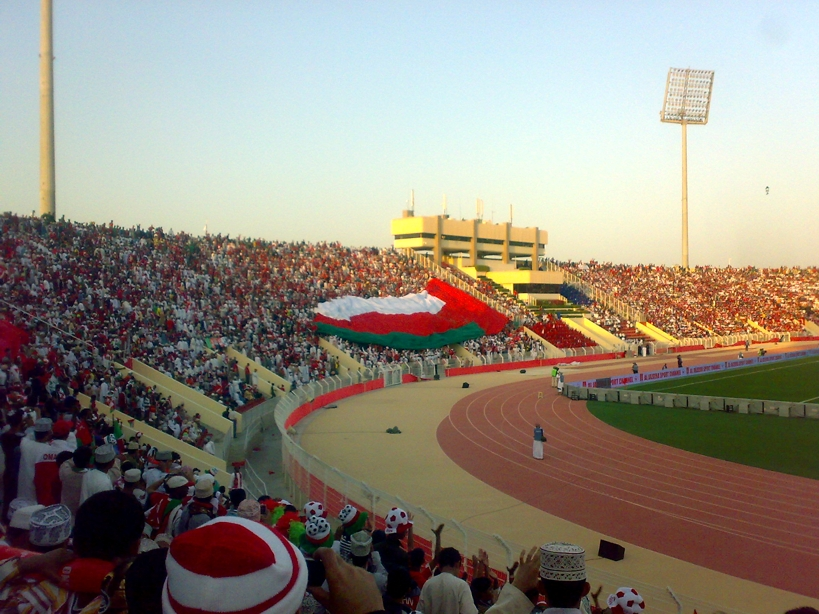
Sultan-Qabus-Sportzentrum

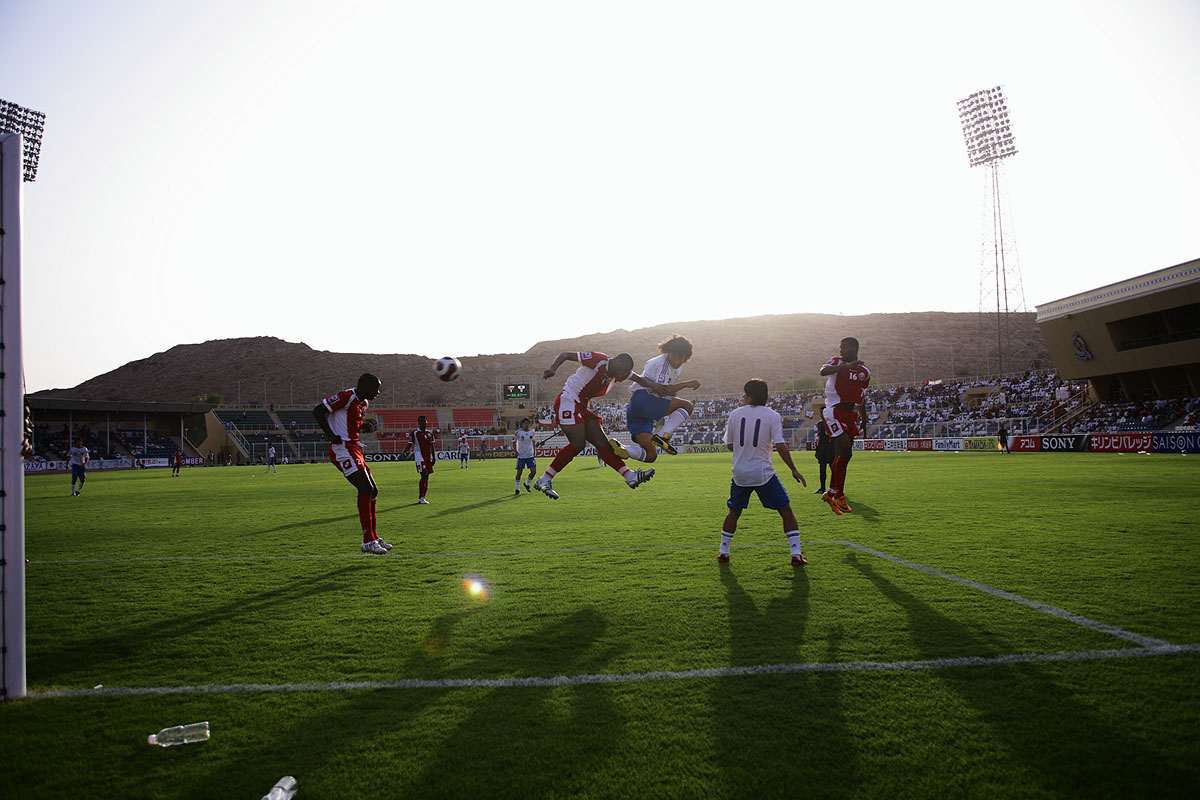
Royal Oman Police Stadium